# Les Côtes-de-Corps
Les Côtes-de-Corps sont une commune française située dans le département de l'Isère en région Auvergne-Rhône-Alpes.
Située dans une zone de hautes montagnes, entre les agglomérations de Grenoble et de Gap, ses habitants sont dénommés les Lou San-Dzuanous.

## Géographie

### Situation et description
|  |

La commune des Côtes-de-Corps est située dans la région du Beaumont dans la partie méridionale du département de l'Isère. La commune est adhérente à la communauté de communes de la Matheysine.

### Communes limitrophes
- Sainte-Luce (4 km).
- Corps (5 km).

|                  | Saint-Michel-en-Beaumont |                      |
| Sainte-Luce      | Côtes-de-Corps           | La Salette-Fallavaux |
| Quet-en-Beaumont | Corps                    |                      |

### Climat
Pour des articles plus généraux, voir Climat d'Auvergne-Rhône-Alpes et Climat de l'Isère.
En 2010, le climat de la commune est de type climat de montagne, selon une étude du Centre national de la recherche scientifique s'appuyant sur une série de données couvrant la période 1971-2000. En 2020, Météo-France publie une typologie des climats de la France métropolitaine dans laquelle la commune est exposée à un climat de montagne ou de marges de montagne et est dans la région climatique  Alpes du sud, caractérisée par une pluviométrie annuelle de 850 à 1 000 mm, minimale en été. 
Pour la période 1971-2000, la température annuelle moyenne est de 8,8 °C, avec une amplitude thermique annuelle de 17,6 °C. Le cumul annuel moyen de précipitations est de 1 020 mm, avec 8,4 jours de précipitations en janvier et 6,2 jours en juillet. Pour la période 1991-2020, la température moyenne annuelle observée sur la station météorologique de Météo-France la plus proche, « Pellafol-Chaneaux », sur la commune de Pellafol à 4 km à vol d'oiseau, est de 9,5 °C et le cumul annuel moyen de précipitations est de 989,6 mm,. Pour l'avenir, les paramètres climatiques de la commune estimés pour 2050 selon différents scénarios d'émission de gaz à effet de serre sont consultables sur un site dédié publié par Météo-France en novembre 2022.

### Hydrographie
La partie méridionale du territoire de la commune est bordée par le ruisseau de la Sézia, affluent du Drac, d'une longueur de 13 km.

### Voies de communication
La RN 85 (également connue sous le nom de « Route Napoléon ») et la RD 212 traversent le territoire communal.

## Urbanisme

### Typologie
Au 1er janvier 2024, Les Côtes-de-Corps sont catégorisées commune rurale à habitat très dispersé, selon la nouvelle grille communale de densité à sept niveaux définie par l'Insee en 2022.
Elle est située hors unité urbaine et hors attraction des villes,.

### Occupation des sols
L'occupation des sols de la commune, telle qu'elle ressort de la base de données européenne d’occupation biophysique des sols Corine Land Cover (CLC), est marquée par l'importance des forêts et milieux semi-naturels (63,2 % en 2018), en augmentation par rapport à 1990 (60,8 %). La répartition détaillée en 2018 est la suivante : 
milieux à végétation arbustive et/ou herbacée (36,2 %), prairies (34,1 %), forêts (27 %), zones agricoles hétérogènes (2,6 %). L'évolution de l’occupation des sols de la commune et de ses infrastructures peut être observée sur les différentes représentations cartographiques du territoire : la carte de Cassini (XVIIIe siècle), la carte d'état-major (1820-1866) et les cartes ou photos aériennes de l'IGN pour la période actuelle (1950 à aujourd'hui).

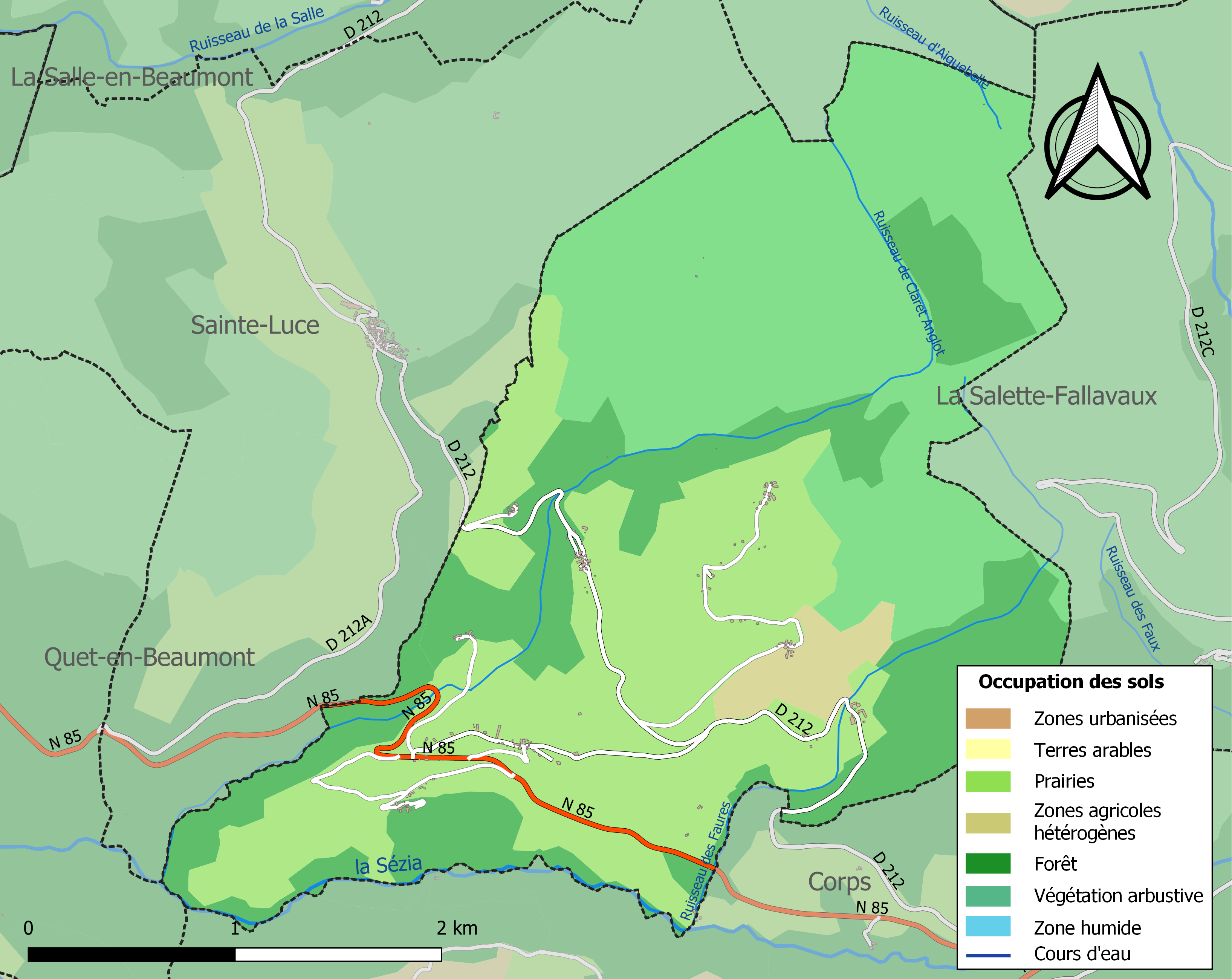
Carte des infrastructures et de l'occupation des sols de la commune en 2018 (CLC).

### Lieux-dits et écarts
- Bourchanu,
- les Achards,
- l'Echaillon,
- la Batie,
- le Cros.
- le Villard
- les Dauphins

### Risques naturels et technologiques

#### Risques sismiques
L'ensemble du territoire de la commune des Côtes de Corps est situé en zone de sismicité no 3 (sur une échelle de 1 à 5), comme la plupart des communes de son secteur géographique. Elle se situe cependant au sud de la limite d'une zone sismique classifiée de « moyenne ».
| Type de zone | Niveau            | Définitions (bâtiment à risque normal) |
| ------------ | ----------------- | -------------------------------------- |
| Zone 3       | Sismicité modérée | accélération = 1,1 m/s2                |

## Politique et administration

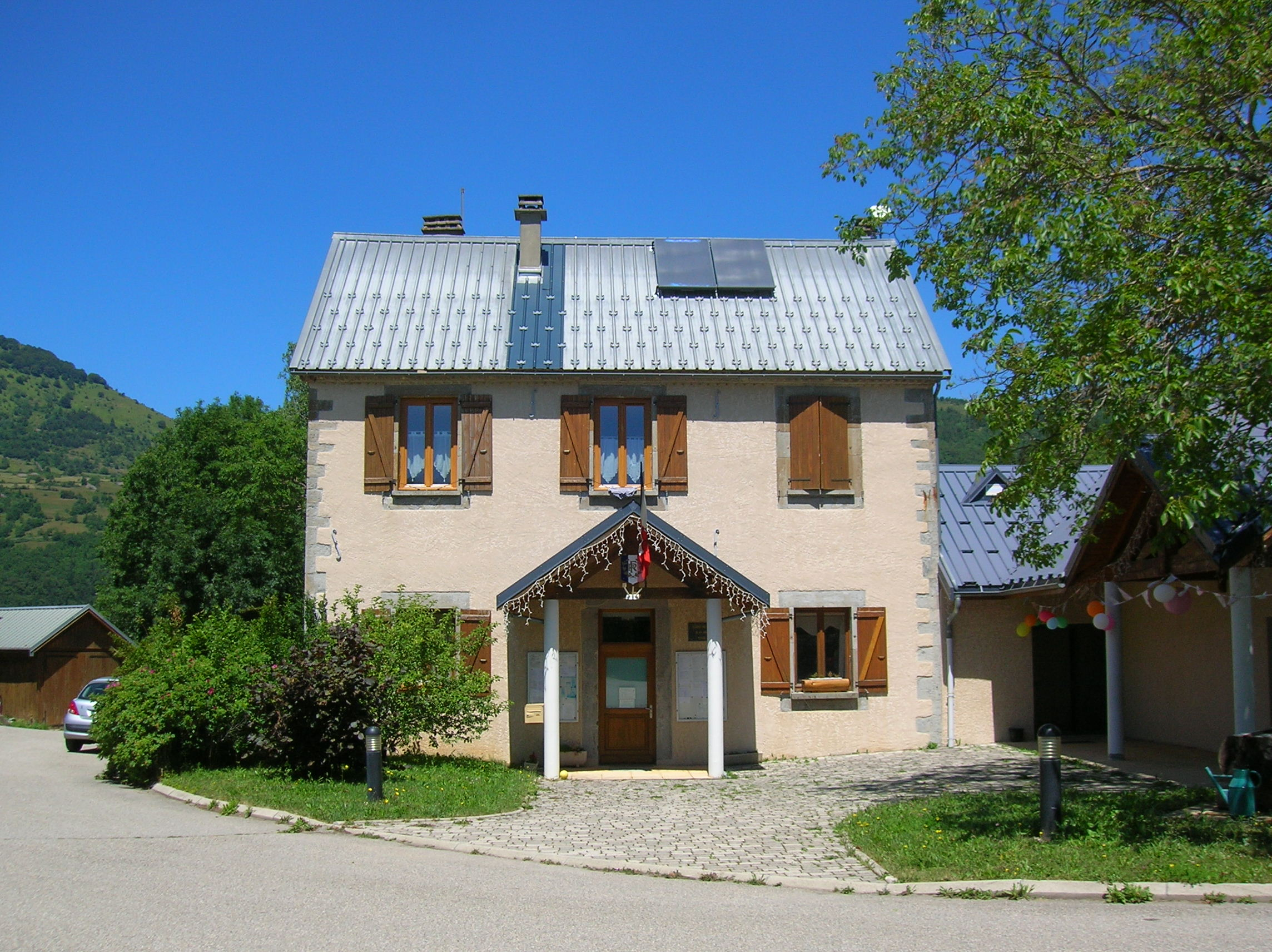
La mairie.

### Liste des maires
| Période                                  | Période  | Identité               | Étiquette | Qualité                    |
| ---------------------------------------- | -------- | ---------------------- | --------- | -------------------------- |
| 2001                                     | En cours | Jean-Francois Trossero | DVG       | Retraité Fonction publique |
| Les données manquantes sont à compléter. |          |                        |           |                            |

## Population et société

### Démographie
L'évolution du nombre d'habitants est connue à travers les recensements de la population effectués dans la commune depuis 1793. Pour les communes de moins de 10 000 habitants, une enquête de recensement portant sur toute la population est réalisée tous les cinq ans, les populations de référence des années intermédiaires étant quant à elles estimées par interpolation ou extrapolation. Pour la commune, le premier recensement exhaustif entrant dans le cadre du nouveau dispositif a été réalisé en 2004.

En 2022, la commune comptait 73 habitants, en évolution de +7,35 % par rapport à 2016 (Isère : +3,07 %, France hors Mayotte : +2,11 %).
| 1793 | 1800 | 1806 | 1821 | 1831 | 1836 | 1841 | 1846 | 1851 |
| ---- | ---- | ---- | ---- | ---- | ---- | ---- | ---- | ---- |
| 366  | 404  | 408  | 381  | 409  | 403  | 389  | 384  | 399  |

| 1856 | 1861 | 1866 | 1872 | 1876 | 1881 | 1886 | 1891 | 1896 |
| ---- | ---- | ---- | ---- | ---- | ---- | ---- | ---- | ---- |
| 400  | 425  | 389  | 382  | 363  | 337  | 345  | 315  | 311  |

| 1901 | 1906 | 1911 | 1921 | 1926 | 1931 | 1936 | 1946 | 1954 |
| ---- | ---- | ---- | ---- | ---- | ---- | ---- | ---- | ---- |
| 291  | 287  | 284  | 233  | 221  | 215  | 180  | 163  | 130  |

| 1962 | 1968 | 1975 | 1982 | 1990 | 1999 | 2004 | 2006 | 2009 |
| ---- | ---- | ---- | ---- | ---- | ---- | ---- | ---- | ---- |
| 119  | 87   | 77   | 84   | 50   | 44   | 52   | 55   | 67   |

| 2014 | 2019 | 2022 | - | - | - | - | - | - |
| ---- | ---- | ---- | - | - | - | - | - | - |
| 66   | 73   | 73   | - | - | - | - | - | - |

### Enseignement
La commune est rattachée à l'académie de Grenoble.

### Médias
La commune est située sur l'aire de diffusion de radio Ici Isère, une radio publique qui émet sur tout le territoire du département de l'Isère.

### Cultes
La communauté catholique et l'église paroissiale des Côtes-de-Corps (propriété de la commune) dépendent de la paroisse Saint Pierre Julien Eymard qui rassemble un grand nombre de villages autour de la cité de La Mure. Cette paroisse est rattachée au diocèse de Grenoble-Vienne.

## Culture et patrimoine

### Patrimoine religieux

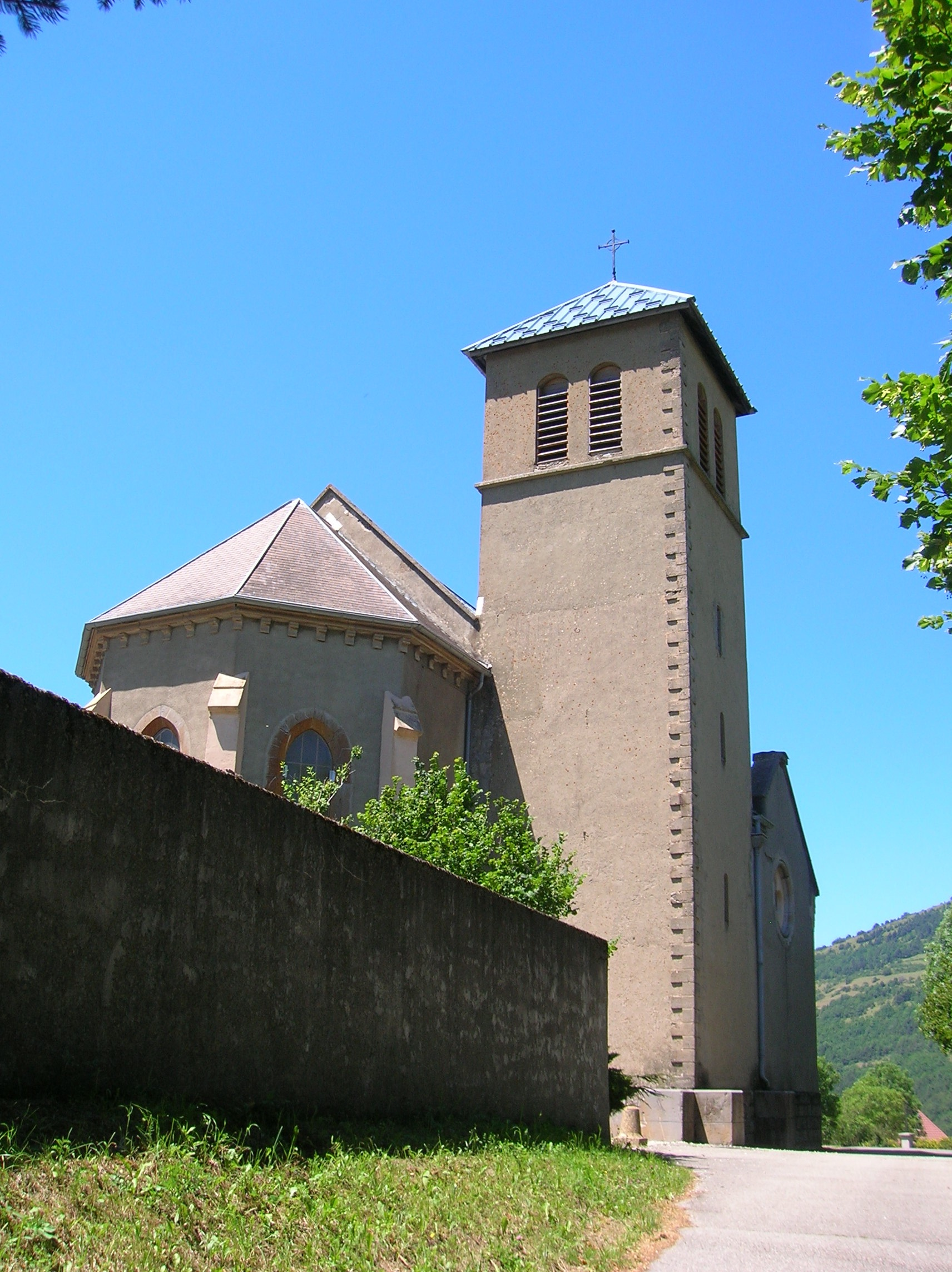
L'église.

- Église Saint-Jean-Baptiste : reconstruite en 1894, elle se situe juste à côté de la mairie.
- Chapelle des Achards (1657).
- Chapelle du Villard (1755).

### Patrimoine civil
- Le Monument aux morts communal

### Héraldique
|  | Les Côtes-de-Corps possède des armoiries dont l'origine et le blasonnement exact ne sont pas disponibles. |